# Kiszsidány, Vas
Kiszsidány (în germană Roggendorf) este un sat în districtul Kőszeg, județul Vas, Ungaria, având o populație de 87 de locuitori (2011).

## Demografie
Componența etnică a satului Kiszsidány
     Maghiari (63,71%)
     Germani (36,29%)
Componența confesională a satului Kiszsidány
     Romano-catolici (42,53%)
     Luterani (36,78%)
     Necunoscută (20,69%)
Conform recensământului din 2011, satul Kiszsidány avea 87 de locuitori. Din punct de vedere etnic, majoritatea locuitorilor (63,71%) erau maghiari, cu o minoritate de germani (36,29%). Nu există o religie majoritară, locuitorii fiind romano-catolici (42,53%) și luterani (36,78%). Pentru 20,69% din locuitori nu este cunoscută apartenența confesională.